# Niaqunngunaq
Il Niaqunngunaq (o Niaqúngunaq, danese Fiskefjord) è un fiordo della Groenlandia di 55 km. Si trova a 64°51'N 51°45'O; appartiene al comune di Queqqata. 